# Kyškovice
Kyškovice är en ort i Tjeckien.   Den ligger i regionen Ústí nad Labem, i den centrala delen av landet, 40 km norr om huvudstaden Prag. Kyškovice ligger 162 meter över havet och antalet invånare är 259.
Terrängen runt Kyškovice är platt.Runt Kyškovice är det ganska tätbefolkat, med 111 invånare per kvadratkilometer. Närmaste större samhälle är Roudnice nad Labem, 3,1 km sydväst om Kyškovice. Trakten runt Kyškovice består till största delen av jordbruksmark.